# Ratusz gminy Dąbrówka Mała
Budynek dawnego Urzędu Gminy Dąbrówka Mała (popularnie nazywany ratuszem) − budynek zlokalizowany przy ul. gen. Henryka Le Ronda 16 w dzielnicy Katowic − Dąbrówce Małej.

## Historia
Ratusz najprawdopodobniej wzniesiono około 1907, choć w dokumentach Urzędu Miasta pojawiają się także daty 1910 i 1912. Budynek wzniesiono w stylu eklektyzmu z elementami modernistyczno-secesyjnymi. We wnętrzu znajduje się sklepienie krzyżowe oraz dwubiegowa klatka schodowa. Obiekt wieńczy wieżyczka.
Budynek wpisano do rejestru zabytków 11 grudnia 2000 (nr rej.: A/43/00), granice ochrony obejmują cały obiekt.
Obiekt służył za ratusz do 1951, kiedy to gminę włączono do miasta Szopienice. Obecnie w budynku swoją siedzibę ma przychodnia lekarska.
W okresie międzywojennym przed gmachem istniała płyta upamiętniająca powstańców śląskich, która została usunięta w 1939 przez władze niemieckie.

## Przypisy

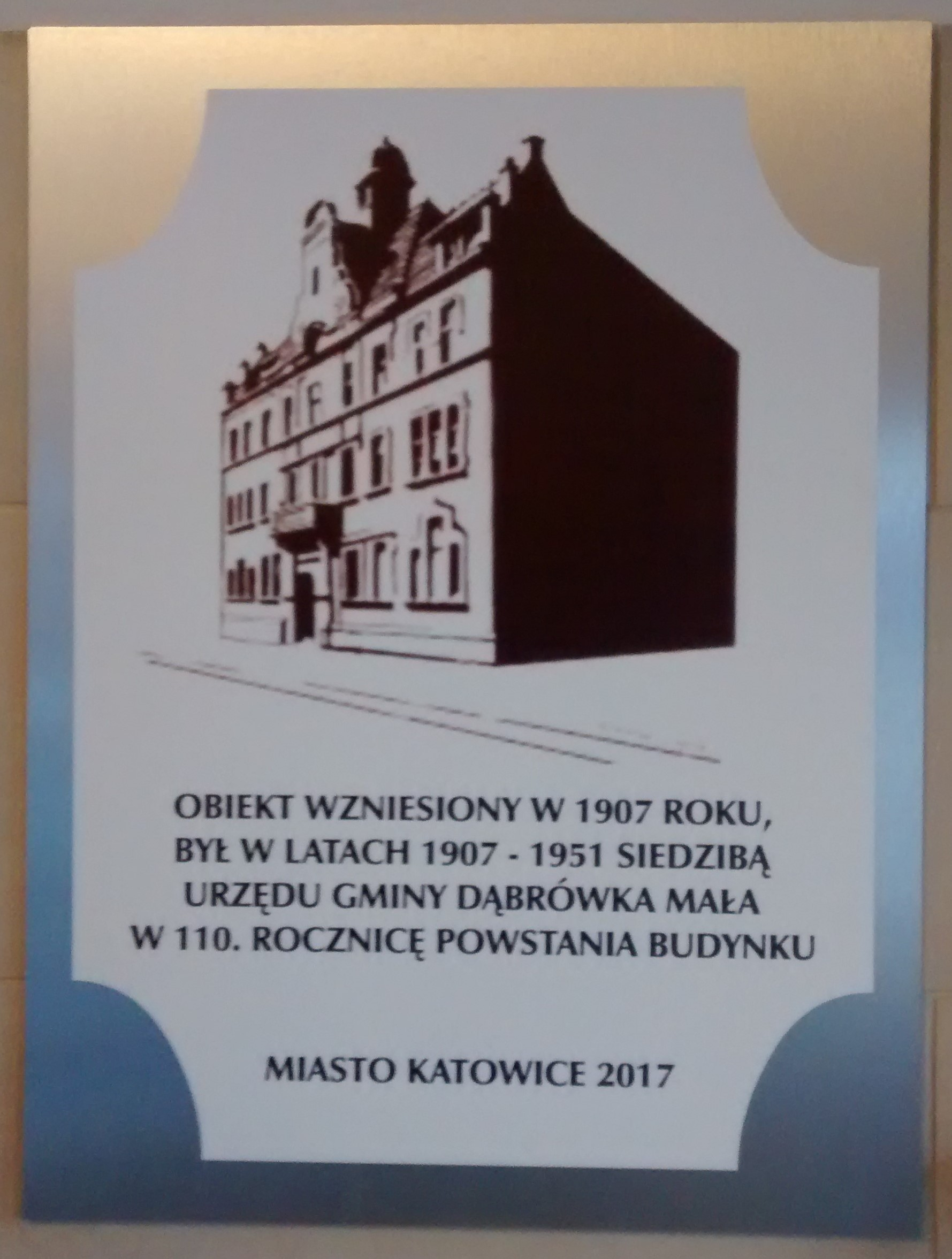
Tablica pamiątkowa we wnętrzu budynku, umieszczona w 2017